# Yuki Sasaki
Pour les articles homonymes, voir Yūki Sasaki et Sasaki.
Yuki Sasaki (佐々木 侑, Sasaki Yuki) est une ancienne joueuse de volley-ball japonaise née le 23 mai 1985 à San'yō-Onoda (Préfecture de Yamaguchi). Elle mesure 1,75 m et jouait au poste de réceptionneuse-attaquante. Elle a mis un terme à sa carrière de volleyeuse professionnelle en juin 2014.

## Clubs
| Club                       | De        | À         |
| -------------------------- | --------- | --------- |
| Ube Commercial High School |           | 2003-2004 |
| PFU BlueCats               | 2004-2005 | 2007-2008 |
| Sanyo Redthor              | 2008-2009 | 2011-2012 |
| Okayama Seagulls           | 2012-2013 | 2013-2014 |

## Palmarès
- V.Challenge League
  - Finaliste : 2007, 2008, 2009.
- Coupe de l'impératrice
  - Finaliste : 2013.
- V Première Ligue
  - Finaliste : 2014.